# Vuelo 740 de Pakistan International Airlines
El vuelo 740 de Pakistan International Airlines fue un vuelo de peregrinación de Hajj desde Kano (Nigeria) a Karachi (Pakistán), con una escala intermedia en Jeddah (Arabia Saudita). Operado por Pakistan International Airlines, el lunes 26 de noviembre de 1979, el Boeing 707 que operaba el vuelo se estrelló poco después del despegue del Aeropuerto Internacional de Jeddah. Todas las 156 personas a bordo murieron.

## Aeronave

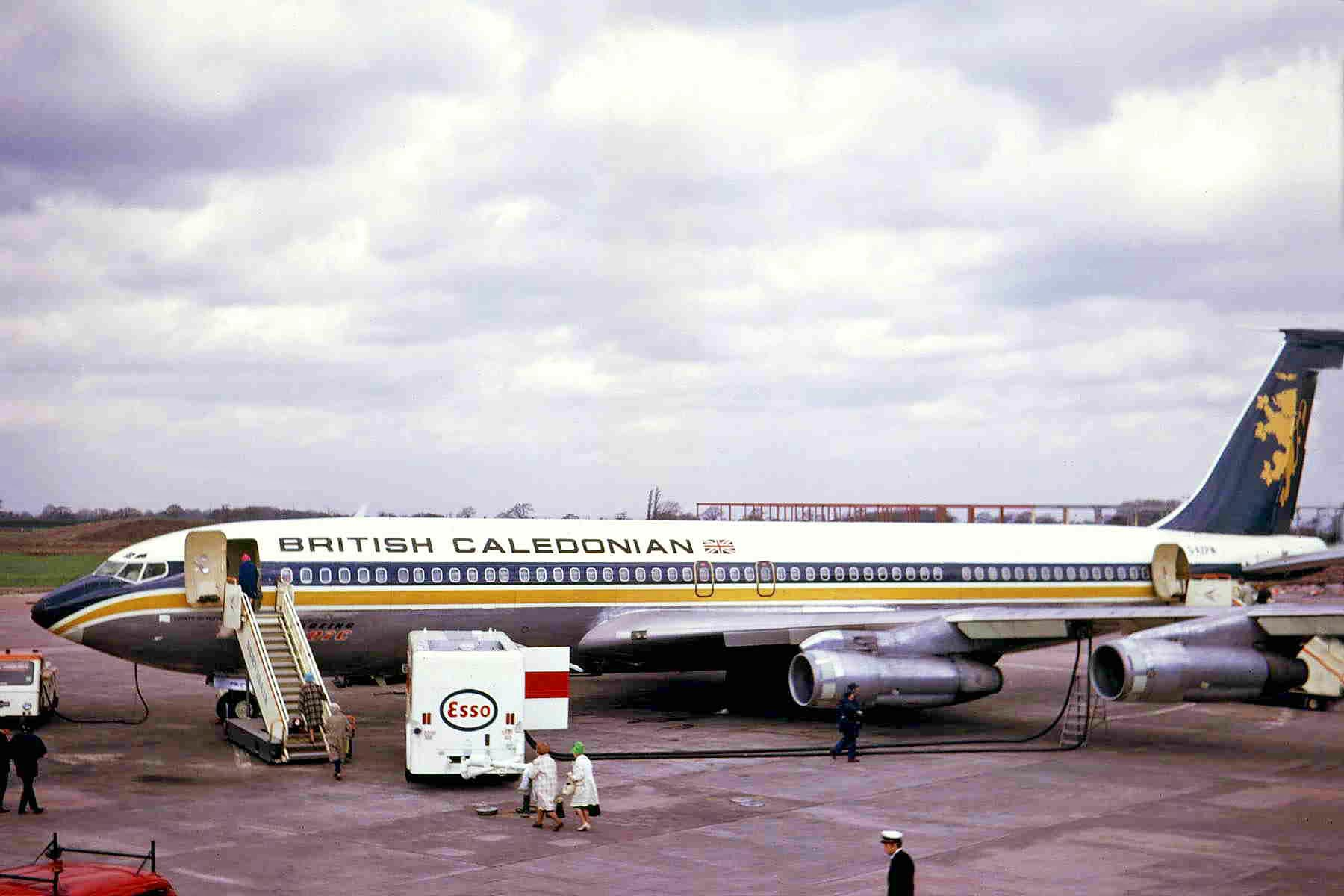
El avión involucrado en el accidente fotografiado en mayo de 1972, mientras aún estaba en servicio con British Caledonian.

El avión involucrado era un Boeing 707-340C de nueve años y un mes con el número de serie 20275 y el número de serie 844. Fue construido en 1970 y el 30 de julio realizó su primer vuelo. Diez días después, el 10 de agosto, se entregó a Pakistan International Airlines (PIA) y se registró como AP-AWB. Se volvió a registrar como AP-AWZ en 1972 después de haber sido arrendado por varios meses a otra aerolínea. El avión tenía 30,710 horas de vuelo al momento del accidente.

## Accidente
El avión operaba como el vuelo 740 de Jeddah a Karachi, durante el cual llevaba peregrinos que regresaban del Hajj. Había un total de 156 personas a bordo, 11 miembros de la tripulación y 145 pasajeros. A las 01:29, el vuelo 740 partió de Jeddah y comenzó a subir al nivel planificado de 37,000 pies (11,000 metros). La primera advertencia de una emergencia se produjo a las 01:47, 21 minutos después del despegue, la azafata informó a los pilotos que se había iniciado un incendio en la puerta trasera. Después de informar al despachador sobre la situación a bordo y el comienzo del descenso de emergencia desde el escalón de 30 000 pies (9100 metros), la tripulación recibió permiso para descender a una altitud de 4000 pies (1200 metros). El piloto envió una solicitud por radio para regresar a Jeddah porque entraba humo en la cabina. A las 02:03 la tripulación envió una señal de socorro. La torre de control de Jeddah escuchó al piloto gritar «¡Mayday! ¡Mayday!» antes de que la radio quedara en silencio. Después de aproximadamente un minuto, el avión se estrelló contra las rocas y explotó. El sitio del accidente estaba a una altitud de 3,000 pies (910 metros). Todas las 156 personas a bordo murieron. El accidente sigue siendo, hasta la fecha, el tercer accidente aéreo más letal en suelo de Arabia Saudita y el tercer accidente más mortal relacionado con un Boeing 707.

## Causa
Se determinó que la causa de la catástrofe era un incendio que comenzó en la parte trasera de la cabina. El fuego se extendió rápidamente, causando que los pasajeros entraran en pánico y corrieran hacia el frente para escapar del humo. Esto interrumpió la alineación de la aeronave que, en combinación con el fuerte humo, incapacitó a la tripulación de vuelo y llevó a la pérdida de control de la aeronave. La causa exacta del incendio no ha sido determinada. La versión más probable es que hubo una fuga de gasolina o queroseno en una de las estufas, que los peregrinos se llevaron con ellos. Dado que la presión de ascenso en la cabina es algo menor, una junta con fugas podría provocar fugas de combustible. Hubo un mal funcionamiento en los circuitos eléctricos, pero la rápida propagación del fuego en este caso fue difícil de explicar debido a la naturaleza del diseño de los sistemas eléctricos y dispositivos de protección de la aeronave. No se confirmó la posibilidad de que el accidente fuera un ataque terrorista, ya que no había pruebas de que se usaran dispositivos incendiarios.